# CX Bootis
CX Bootis, eller GD 165, är en dubbelstjärna i stjärnbilden Björnvaktaren på den norra stjärnhimlen. Den består av en vit dvärg, GD 165A, och en brun dvärg, GD 165B. Dubbelstjärnan befinner sig ungefär 130 ljusår från solsystemet.
GD 165A, den vita dvärgstjärnan, är en variabel av typen pulserande vit dvärg av ZZ Ceti-typ (ZZA).

## Namngivning
Beteckningen "GD" är härledd från Giclas Dwarf, där Giclas syftar på den amerikanske astronomen Henry Lee Giclas och beteckning således kan utläsas ”Giclas-dvärg”.

## Upptäckten av GD 165B
1963 kom den första teorin om att det borde bildas stjärnliknande himlakroppar också med lägre massa än vad som krävs för egentliga stjärnor. Dessa skulle dock inte genomgå normal stjärnutveckling. Namnet brun dvärg myntades 1975 av Jill C. Tarter, men är en smula missvisande eftersom dessa är mer röda i färgen. Dock var namnet 'röd dvärg' redan upptaget av huvudseriestjärnor med låg massa.
Den här typen av stjärnor är svåra att observera eftersom de är väldigt svala och utsänder mycket lite ljus. Efter år av sökande blev det amerikanska astronomerna Becklin och Zuckerman som 1988 fann en kandidat som passade beskrivningen. Det var en följeslagare till den tidigare kända vita dvärgstjärnan GD165. GD 165B stämde med uppställda kriterier: Den var kallare än vanliga röda M-dvärgar och hade ett spektrum långt in i det infraröda området. Det tog emellertid flera år innan det gick att slå fast att man funnit det man så länge sökt. GD165B har därefter blivit prototypstjärna för en ny spektralklass, L-dvärgar.